# Timofei Timofejewitsch Baschenow

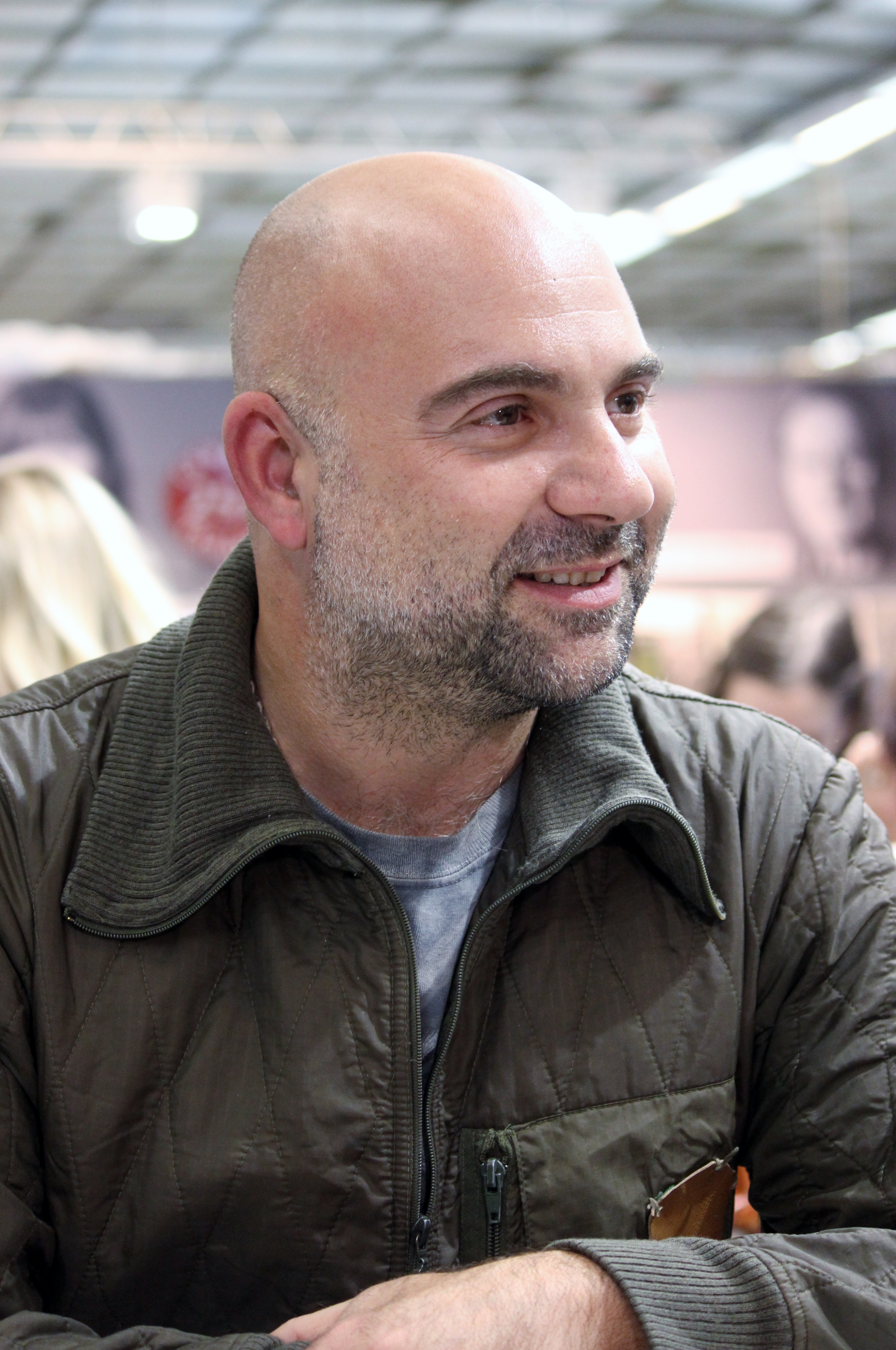
Timofei Baschenow (2018)

Timofei Timofejewitsch Baschenow (russisch Тимофе́й Тимофе́евич Баже́нов; * 25. Januar 1976 in Moskau, Russische SFSR, Sowjetunion) ist ein russischer Fernsehjournalist und Politiker.

## Leben
Baschenow absolvierte 2001 mit Auszeichnung die biologische Fakultät der Pädagogischen Staatlichen Universität Moskau. 
Bereits 1993 begann er seine journalistische Karriere in der WGTRK, der staatlichen Medienholding-Gesellschaft Russlands. Ein Jahr später wechselte er zu NTW. Hier bekleidete er verschiedene Positionen und war unter anderem als Verwaltungsangestellter, Redakteur, Regieassistent und Leiter des Live-Fernsehens tätig.
Bis einschließlich 2003 war Baschenow Korrespondent in den Nachrichtensendungen wie Сегодня (Heute), Итоги (Fazit), Намедни (Neulich) etc. 
Von 2003 bis 2010 bereitete eine Reihe von Programmen über die Tierwelt unter dem Titel „Wilde Welt mit Timofei Baschenow“ vor.
Zwischen 2010 und 2017 war Baschenow für die TV-Sendungen Rossija 2 und Moja Planeta (Mein Planet) tätig. 
2021 wurde er als Kandidat der Regierungspartei Einiges Russland in die Duma gewählt.